# Биста Јаноша Херцега у Сомбору
Биста Јаноша Херцега из 2012. године налази се у Сомбору у дворишту зграде Дечјег одељења библиотеке.

## Положај и изглед
У дворишту зграде Дечјег одељења сомборске библиотеке окренути према улици, постављени су, у различитим временским периодима, вајарски портрети сомборских великана, књижевника и песника. Ту се налази биста Јаноша Херцега, Лазе Костића и Вељка Петровића.
Јанош Херцег угледни мађарски књижевник, академик, уредник, новинар, преводичац на мађарском језику, рођен је у Собору, 11. маја 1909. године, а умро 29. јануара 1995. године.
Биста Јаноша Херцега откривена је 14. априла 2012. године. Бисту су уз пригодну свечаност откриле тадашња директорка Градске библиотеке "Карло Бијелицки" Миљана Зрнић и председница Окружног одбора Савеза војвођанских Мађара Илона Пелт.Постављање бисте иницирала је одмах након књижевникове смрти 1995. године Градска библиотека "Карло Бијелицки", а сво време идеја је имала подршку и Џепног позоришта "Берта Ференц".
Вајарски портрет Јаноша Херцега је дело академског вајара и сликара Миленка Буише из Сомбора. На каменом стубном постољу уклесано је:
Херцег Јанош